# Suspension (katolsk kanonisk rätt)

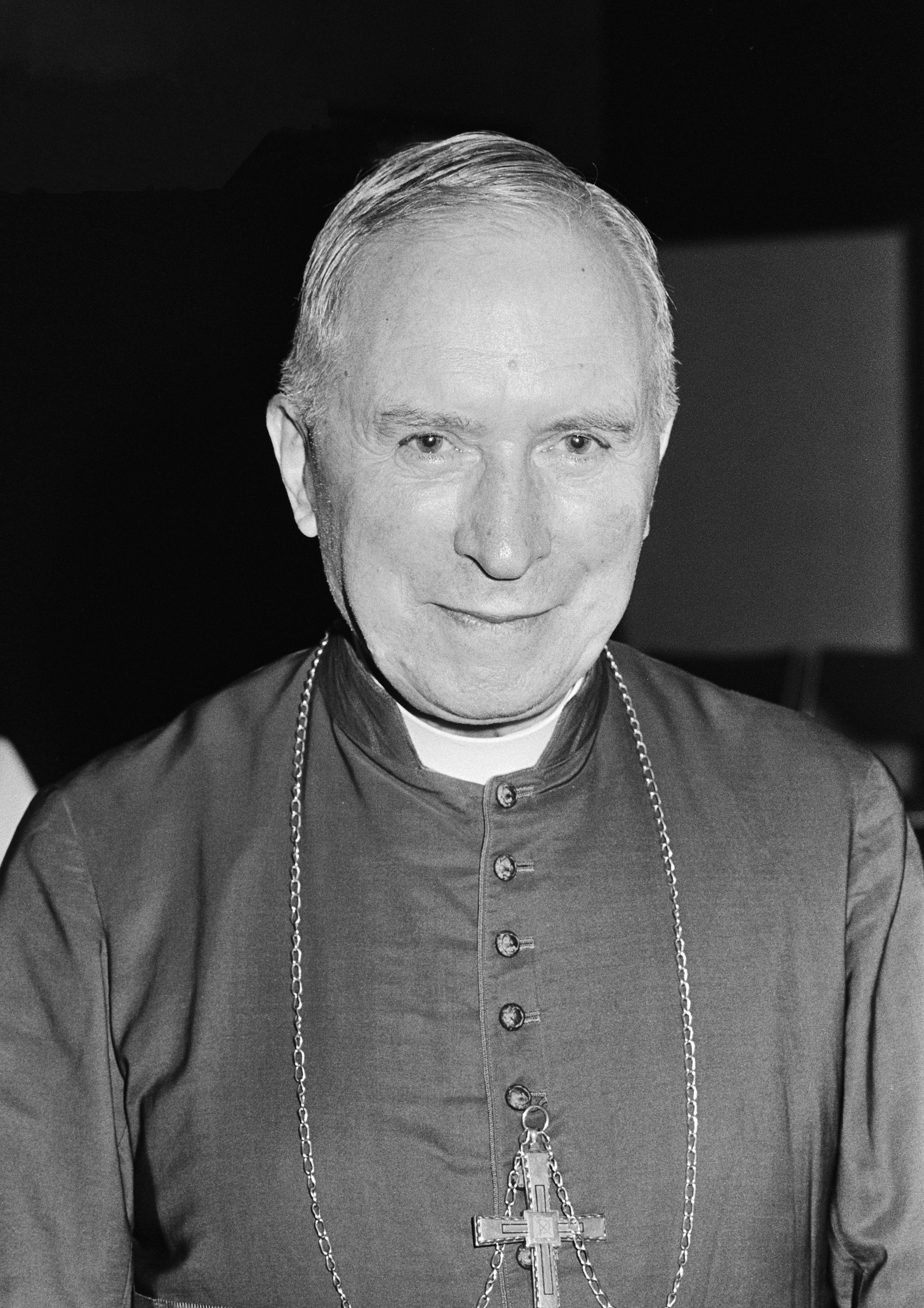
Marcel Lefebvre, suspenderad a divinis 1976.

I katolsk kanonlag är suspension en straffrättslig sanktion som endast drabbar präster. Det tillhör, med uteslutning och förbud, kategorin av censur eller "medicinska" straff, eftersom de framför allt syftar till att ändra den skyldige.

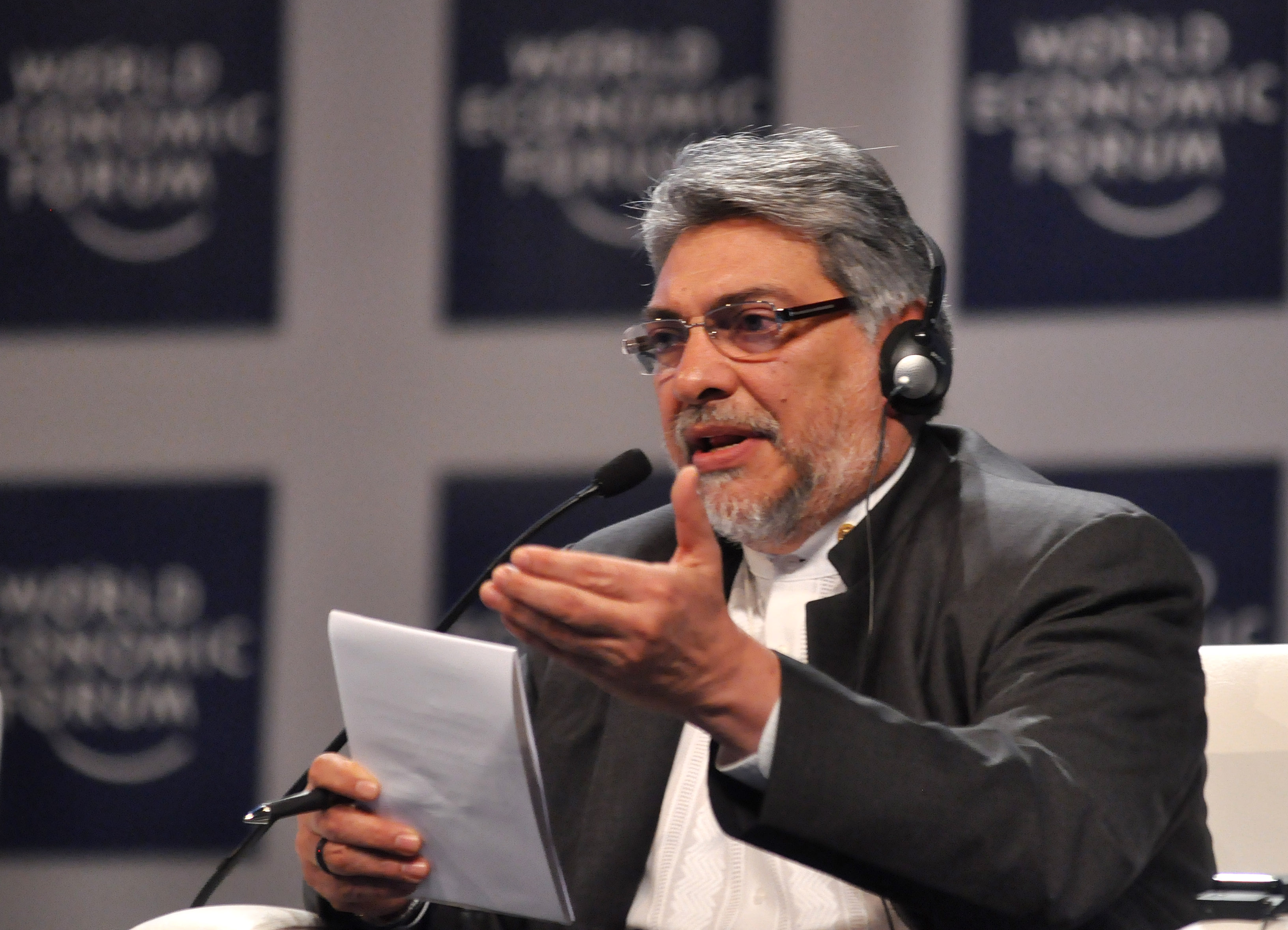
Fernando Lugo, suspenderad a divinis 2006.

Suspension a divinis, ungefär uteslutning från de gudomliga tingen (det vill säga förvaltning av sakramenten), är ett straff som tas upp i kanon 1333 i den kanoniska rätten inom Romersk-katolska kyrkan. (Den senaste lagtexten är från 1983, 1983 års kanoniska lag.) Det skall inte förväxlas med bannlysning.

## Omfattning och tillämpning
Suspension tillhör kategorin "censurstraff" eller "medicinska straff" (kanon 1312), vilken även innefattar bannlysning och interdikt. Dessa straff syftar till att gärningsmannen ska ångra sitt beteende och ge skälig ersättning för den skada man kan ha vållat, eller i varje fall lova att göra detta. Suspension kan endast utdömas mot dem som vigts till kyrklig tjänst, det vill säga diakoner, presbyterer (präster) och biskopar, och innebär att man förbjuds att utöva alla eller vissa av de rättigheter och skyldigheter som åvilar denne i ämbetet.
Suspensionen kan vara begränsad eller fullständig. Den kan tillämpas genom domslut eller deklaration av till exempel biskopen (ferendae sententiae) eller automatiskt i och med att man begått densamma, latae sententiae (kanon 1314).
Den suspenderade förbjuds att förvalta sakramenten (såväl enskilt som offentligt), vilket främst innefattar firande av mässan och att ge avlösning. Förbudet upphör tillfälligt att gälla om en troende som befinner sig i livsfara behöver hjälp och, i fråga om suspension latae sententiae, varje gång som en troende rättmätigt ber om ett av sakramenten (kanon 1335).
Suspension skall uttryckligen tillämpas på en vigd person som:
- använder fysiskt våld mot en biskop (kanon 1370, latae sententiae)
- förvaltar nattvardens sakrament utan att ha rätt till det (kanon 1378, latae sententiae)
- utan att ha rätten att ge absolution försöker göra det ändå eller tar emot bikt (kanon 1378)
- utövar eller tar emot ett sakrament genom simoni (kanon 1380)
- antas till och tillträder ett ämbete om detta sker utan biskopens skriftliga och formella tillstånd, dimission (kanon 1383, latae sententiae)
- i ämbetet, eller efter att ha tagit emot bikt, försöker förleda en person till att bryta mot sjätte budordet (kanon 1387)
- falskeligen anmäler någon till en högre kyrklig instans för fel eller förbrytelse efter att ha tagit emot bikt (kanon 1390, latae sententiae)
- ingår äktenskap, även om det enbart är borgerligt (kanon 1394, latae sententiae)
- lever i synd (till exempel genom att ta sig en älskare eller älskarinna) eller på annat sätt för ett syndigt leverne som bryter mot det sjätte budordet (kanon 1395)

Suspension tillämpas också för den vigde som antar ett politiskt ämbete (vilket är förbjudet för dem). Om man lämnar ämbetet återkallas vanligtvis suspensionen.

## Uppmärksammade fall
- År 1861 blev fader Giacomo Marocco i Poirino i Piemonte suspenderad för att ha givit syndernas förlåtelse till Camillo di Cavour och givit honom kommunion trots att denne var bannlyst.
- År 1907 blev Romolo Murri suspenderad av påve Pius X för åsikten om kyrkans skiljande från staten.
- År 1964 förbjöd ärkestiftet i Milano Luigi Maria Verzé att "utöva det heliga ämbetet"[1]
- År 1976 suspenderade påve Paulus VI biskop Marcel Lefebvre, grundare av Sankt Pius X:s prästbrödraskap (SSPX), för att ha vägrat att acceptera och tillämpa vissa bestämmelser som fattats vid Andra Vatikankonciliet. Efter detta, och trots suspensionen, vigde Lefebvre fyra biskopar, vilket gjorde att han bannlystes[2][3] till sin död.[4]
- Olindo Del Donno var suspenderad mellan 1976 och 1992 på grund av sina politiska uppdrag för Movimento Sociale Italiano, MSI.
- År 1985 suspenderades Gianni Baget Bozzo av kardinal Giuseppe Siri, för att året innan valts till parlamentsledamot för det italienska socialistpartiet Partito Socialista Italiano. Suspensionen drogs tillbaka 1994 efter att Bozzo avslutat sin andra mandatperiod och lämnat politiken.
- Biskop Fernando Lugo avkragades den 18 december 2006[5][6] och suspenderades av prefekten för Biskopskongregationen, kardinal Giovanni Battista Re (genom ett dekret undertecknat 20 januari 2007),[7] efter att ha ställt upp i presidentvalet i Paraguay[8]. Efter att han i april 2008 valts till president beviljades den 31 juli samma år Lugos avskedsansökan ur kyrklig tjänst.[9][10].